# Hochbach (Drakestraße)
Koordinaten: 62° 11′ 0″ S, 58° 59′ 0″ W
Der Hochbach ist ein kurzer Bach auf der Fildes-Halbinsel von King George Island, der größten der Südlichen Shetlandinseln. 
Er ist der nördlichste von vier Bächen, die fächerförmig auf die Skuabucht der Drakestraße zufließen; nach Süden folgen Skuabach, Seeschwalbenbach und Möwenbach. Der Bach fließt in westnordwestliche Richtung fast gerade auf die Bucht zu.
Im Rahmen zweier deutscher Expeditionen zur Fildes-Halbinsel in den Jahren 1981/82 und 1983/84 unter der Leitung von Dietrich Barsch (Geographisches Institut der Universität Heidelberg) und Gerhard Stäblein (Geomorphologisches Laboratorium der Freien Universität Berlin) wurde der Bach zusammen mit zahlreichen weiteren bis dahin unbenannten geographischen Objekten der Fildes-Halbinsel neu benannt und dem Wissenschaftlichen Ausschuss für Antarktisforschung (Scientific Committee on Antarctic Research, SCAR) gemeldet.